# Wind Server
Die Wind Server ist ein Errichterschiff des dänischen Unternehmens Ziton (ehemals DBB Jack-Up Services), das für das Errichten und die Wartung von Offshore-Windparks in Nordeuropa vorgesehen ist.

## Geschichte
Das Schiff wurde im August 2012 von DBB Jack-Up Services in Auftrag gegeben. Der Bau begann im April 2013. Die Kiellegung fand am 5. August 2013, das Aufschwimmen am 10. Mai 2014 statt. Die Fertigstellung des Schiffes erfolgte am 17. Dezember 2014. Am 18. Dezember wurde das Schiff seinen Eignern übergeben und getauft.

## Technische Daten
Der Antrieb des Schiffes erfolgt dieselelektrisch. Für die Stromerzeugung stehen sieben Generatorsätze des Herstellers Caterpillar mit jeweils 910 kW Leistung sowie ein Notgenerator von Caterpillar zur Verfügung. Die Propulsion erfolgt durch fünf Propellergondeln des Herstellers Rolls-Royce, drei im Heck- und zwei im Bugbereich des Schiffes. Die Propellergondeln werden von Elektromotoren mit jeweils 1.100 kW Leistung angetrieben.
Die vier jeweils 72 Meter langen Hubbeine ermöglichen ein Anheben des Schiffes bei Wassertiefen von bis zu 45 Metern.